# Guayas (zaljev Guayaquil)
Guayas (špa. Río Guayas) je velika rijeka u zapadnom Ekvadoru. Po njoj je dobila ime pokrajina Guayas i najvažnija je rijeka u Južnoj Americi koja se ne ulijeva u Atlantski ocean ili bilo koje od njegovih rubnih mora. Njegova ukupna dužina, uključujući rijeku Daule, iznosi 389 km. Porječje rijeke Guayas obuhvaća 34500 km2 i ima prosječni protok od oko 2000 m3/s. To je nacionalna rijeka Ekvadora i prisutna je na grbu Ekvadora.

## Geografija

### Tok rijeke
Rijeka Guayas ima jedan od svojih izvora u Andama i Chimborazu, najvišem vulkanu Ekvadora. Grb Ekvadora prikazuje sliku rijeke koja se spušta s planine. Guayas je naziv donjeg toka rijeke, koja počinje na ušću rijeke Daule sa zapada u rijeku Babahoyo s istoka, između gradova Guayaquil i Durán, u pokrajini Guayas. Rijeka Guayas zatim teče oko otoka Santay i ponovno postaje jedna struja. Od ušća do delte udaljene 60 kilometara, graniči s kantonom Guayaquil i kantonom Durán, te kantonom Guayaquil i kantonom Naranjal, neposredno prije delte.

### Delta
Rijeka Guayas tvori vrlo složenu deltu. Njegova najvažnija značajka je područje zvano Estero Salado, okruženog močvarama i pogođenog plimama i osekama. Područje između rijeke Guayas i Estero Salado čini labirint otoka od kojih su neki pretvoreni u slamove.
Glavni tok rijeke pod utjecajem je plime i oseke i tvori malu skupinu otoka; najvažniji od njih je Mondragón. Rijeka se zatim susreće sa zaljevom Guayaquil, ulazom u Tihi ocean. Njegov utjecaj primjetan je na otoku Puná, te u tjesnacu Jambelí, u pokrajini El Oro.

## Porječje
Rijeka Guayas ima najveći razvod u Južnoj Americi zapadno od Anda koje se ulijeva u Tihi ocean. Ima površinu od 34.500 km² km 2, u devet pokrajina: Los Rios, Guayas, Bolívar, Manabí, Cañar, Pichincha, Azuay, Chimborazo i Cotopaxi. U suradnji s Estero Salado, rijeka svake godine ispusti 36 milijardi kubičnih metara vode u zaljev Guayaquil.

## Gradovi uz rijeku
- Pichincha
- Balzar
- Colimes
- Palestina
- Santa Lucía
- Daule
- Nobol
- Guayaquil

Uz rijeku Babahoyo:
- Babahoyo
- Samborondón
- Durán

Uz rijeku Guayas:
- Guayaquil
- Durán